# Železniško postajališče Povir
Železniško postajališče Povir je eno izmed železniških postajališč v Sloveniji, ki oskrbuje bližnje naselje Povir. 
Postajališče se sestoji iz dveh peronov, na vsaki strani proge po enega. Oba perona imata nadstrešnico in sta povezana z bližnjim cestnim nadvozom.